# Diana Ringo
Diana Ringo (russe : Диана Ринго), née le 8 mars 1992 à Moscou est une réalisatrice, scénariste, productrice de cinéma, compositrice, pianiste, artiste peintre et artiste visuelle russo-finlandaise d'expression russe. 
Diana est née dans la famille du chercheur finlandais Reijo Mononen et de l'artiste russo-finlandaise Elena Ringo. Ses arrière-grands-pères sont l'inventeur Josef Ringo (ru) et le mathématicien Sergueï Nikolski. Elle est surtout connue pour les films KARAntin (2021) et 1984,,.

## Filmographie

### Réalisatrice
- 2021 : KARAntin (КАРАнтин)
- 2023 : 1984 (тысяча девятьсот восемьдесят четвёртый)

### Compositrice
- 2018 : Million Loves in Me (en) de Sampson Yuen